# Temporada da NFL de 1958
A Temporada de 1958 da NFL foi a 39ª temporada regular da National Football League. Neste ano ocorreu um empate pelo título da Eastern Conference da liga entre New York Giants e Cleveland Browns, sendo necessária, portanto, uma partida de desempate para enfrentar o já classificado na Western Conference, Baltimore Colts.
Conhecida como divisonal round, ou rodada divisional, esta partida foi disputada em 21 de Dezembro de 1958 no Yankee Stadium no Bronx, Nova Iorque para 61,254 pessoas, que assistiram a vitória do New York Giants por 10 a 0.
A partida para definir o campeão foi disputada em 28 de Dezembro de 1958 novamente no Yankee Stadium no Bronx, Nova Iorque para 64,185 pessoas, entre New York Giants e  Baltimore Colts, que, jogando fora de casa venceram por 23 a 13, consagrando-se campeão.

## Draft
O Draft para aquela temporada foi realizado no dia 2 de Dezembro de 1957 e 21 de Janeiro de 1958. Ambas as rodadas, de 1 a 4, no primeiro dia e, de 5 a 30 no segundo ocorreram no Warwick Hotel na Filadélfia, Pensilvânia. E, com a primeira escolha, o Chicago Cardinals selecionou o quarterback, King Rice da Universidade Rice.

## Temporada Regular
A temporada de 1958 é considerada um divisor de águas na história da National Football League pois foi nela em que a popularidade do futebol americano profissional nos Estados Unidos chegou a um nível a ponto de rivalizar com o beisebol na imaginação do público. O comparecimento em estádios para assistir as partidas foi muito alto em toda a liga, por exemplo, multidões de mais de 100.000 pessoas lotaram o Los Angeles Coliseum para assistir ao Los Angeles Rams em duas ocasiões, contra o Chicago Bears, na semana seis, no dia 2 de Novembro; e contra o Baltimore Colts na penúltima semana, no dia 6 de Dezembro de 1958. Já o Detroit Lions conseguiu vender 42.000 ingressos antecipados garantindo lotação máxima no Briggs Stadium em algumas partidas.
No entanto, algumas franquias ainda sofriam com público em seus jogos, como o Chicago Cardinals que eram ofuscados pelo rival de cidade, Chicago Bears. Nas últimas duas partidas dos Cardinals em casa na temporada, contra o Pittsburgh Steelers e Los Angeles Rams, o público que compareceu ao Comiskey Park foi de apenas 15,946 e 13,014, respectivamente. Para tentar melhor a situação, na temporada seguinte em 1959 duas partidas dos Cardinals foram remanejadas de Chicago, Illinois, para Minneapolis, Minnessota; antes da mudança definitiva para St.Louis, Missouri em 1960. 

## Classificação Final
Assim ficou a classificação final da National Football League em 1958:
P = Nº de Partidas, V = Vitórias, D = Derrotas, E = Empates, PCT = Porcentagem de vitória, DIV = Recorde de partidas da própria divisão, PF = Pontos a favor, PA = Pontos contra
| NFL Eastern Conference |   |   |   |      |       |     |     |
| Time                   | V | D | E | PCT  | DIV   | PF  | PC  |
| New York Giants        | 9 | 3 | 0 | .750 | 7–3   | 246 | 183 |
| Cleveland Browns       | 9 | 3 | 0 | .750 | 8–2   | 302 | 217 |
| Pittsburgh Steelers    | 7 | 4 | 1 | .636 | 6–3–1 | 261 | 230 |
| Washington Redskins    | 4 | 7 | 1 | .364 | 3–6–1 | 214 | 268 |
| Chicago Cardinals      | 2 | 9 | 1 | .182 | 2–7–1 | 261 | 356 |
| Philadelphia Eagles    | 2 | 9 | 1 | .182 | 2–7–1 | 235 | 306 |

| NFL Western Conference |   |    |   |      |       |     |     |
| Time                   | V | D  | E | PCT  | DIV   | PF  | PC  |
| Baltimore Colts        | 9 | 3  | 0 | .750 | 8–2   | 381 | 203 |
| Los Angeles Rams       | 8 | 4  | 0 | .667 | 7–3   | 344 | 278 |
| Chicago Bears          | 8 | 4  | 0 | .667 | 7–3   | 298 | 230 |
| San Francisco 49ers    | 6 | 6  | 0 | .500 | 4–6   | 257 | 324 |
| Detroit Lions          | 4 | 7  | 1 | .364 | 3–6–1 | 261 | 276 |
| Green Bay Packers      | 1 | 10 | 1 | .091 | 0–9–1 | 193 | 382 |

## Playoffs
Após o empate pelo título da Eastern Conference e automática classificação à final no Championship Game da NFL, entre New York Giants e Cleveland Browns, foi realizada uma partida desempate no Yankee Stadium no Bronx, Nova Iorque para 61,254 pessoas. Após a vitória de New York, eles se classificaram e jogaram a final novamente em casa, no Yankee Stadium no Bronx, Nova Iorque para 64,185 pessoas, mas acabaram sendo derrotas pelo Baltimore Colts.
|  | Desempate da Western Conference | Desempate da Western Conference | Desempate da Western Conference |  |  | NFL Championship | NFL Championship | NFL Championship |
|  |                                 |                                 |                                 |  |  |                  |                  |                  |
|  |                                 |                                 |                                 |  |  | A                | Baltimore Colts  | 23               |
|  | W                               | Cleveland Browns                | 0                               |  |  | N                | New York Giants  | 13               |
|  | W                               | New York Giants                 | 10                              |  |  |                  |                  |                  |

## Líderes em estatísticas da Liga
| Estatística                                  | Nome           | Equipe              | Total |
| -------------------------------------------- | -------------- | ------------------- | ----- |
| Passando                                     |                |                     |       |
| Jardas de Passe                              | Billy Wade     | Los Angeles Rams    | 2875  |
| Passes para TD                               | Johnny Unitas  | Baltimore Colts     | 19    |
| % de Passes Completos                        | John Brodie    | San Francisco 49ers | .599  |
| Correndo                                     |                |                     |       |
| Jardas Corridas                              | Jim Brown      | Cleveland Browns    | 1527  |
| Corridas para TD                             | Jim Brown      | Cleveland Browns    | 17    |
| Recebendo                                    |                |                     |       |
| Jardas Recebidas                             | Del Shofner    | Los Angeles Rams    | 1097  |
| Nº de Recepções                              | Raymond Berry  | Baltimore Colts     | 56    |
| Nº de Recepções                              | Pete Retzlaff  | Philadelphia Eagles | 56    |
| Recepções para TD                            | Raymond Berry  | Baltimore Colts     | 18    |
| Recepções para TD                            | Tommy McDonald | Philadelphia Eagles | 18    |
| Defesa                                       |                |                     |       |
| Interceptações                               | Jimmy Patton   | New York Giants     | 11    |
| Times Especiais                              |                |                     |       |
| Média de Punt                                | Sam Baker      | Washigton Redskins  | 45.4  |
| Números coletados do Pro Football Reference. |                |                     |       |

## Prêmios
| Prêmio                                 | Premiado    | Posição   | Franquia         | Ref    |
| -------------------------------------- | ----------- | --------- | ---------------- | ------ |
| AP NFL Treinador do Ano                | Weeb Ewbank | Treinador | Detroit Lions    | [ 16 ] |
| AP NFL Jogador Mais Valioso            | Jim Brown   | RB        | Cleveland Browns | [ 17 ] |
| UPI NFL Most Valuable Player           | Jim Brown   | RB        | Cleveland Browns | [ 18 ] |
| Sporting News NFL Jogador Mais Valioso | Jim Brown   | RB        | Cleveland Browns | [ 19 ] |
| NEA NFL Jogador Mais Valioso           | Jim Brown   | RB        | Cleveland Browns | [ 20 ] |

## Treinadores

### Troca de Treinadores
- Chicago Bears: Paddy Driscoll mudou-se para o escritório da equipe, enquanto George Halas voltou como treinador principal após uma pausa de dois anos.[21]
- Chicago Cardinals: Ray Richards foi substituído por Pop Ivy.[22]
- Green Bay Packers: Lisle Blackbourn foi substituída por Ray McLean.[23]
- Philadelphia Eagles: Hugh Devore foi substituído por Buck Shaw.[24]

## Mudança de Estádio
- Philadelphia Eagles mudou-se do Connie Mack Stadium para o Franklin Field[25].

## Biografia
- NFL Record and Fact Book (ISBN 1-932994-36-X)
- NFL History 1931–1940 (Last accessed December 4, 2005)
- Total Football: The Official Encyclopedia of the National Football League (ISBN 0-06-270174-6)